# 平舞铁路
平舞铁路，位于河南省平顶山市境内，是舞阳钢铁有限责任公司运输部管理的专用铁路，从孟寶鐵路平顶山东站引出至舞钢厂区，全长76.27km。

## 技术
单线准轨。车站及乘降所11个：轧钢厂站、冯庄、寺坡、垭口、（朱兰）、五栋楼、铁山庙、梁八台、房庄、小李庄、仙台、叶县、荆山、柏楼。机务段设在铁山庙站。  

## 历史
冶金工业部平舞工程是建设一座以生产特厚钢板为主的钢铁联合企业。1970年8月20日，国家建委（1970）1号文件“关于特厚钢板厂建设问题”的纪要：“最近国家计委会同有关部门已确定...厂址放在河南舞阳”。1970年11月5日动工誓师大会。平舞工程会战民兵师师长张福庭，下辖长葛、许昌、宝丰、郏县、舞阳、鄢陵、临颍、襄县9个民兵团，共8万多人。铁路专用线经过2个月紧张施工，大部分土石方工程完成，剩下沙河大桥、沣河大桥、垭口大挖方、小石门大桥等重点工程继续施工。1971年3月开始铺轨，使用50kg重轨。1971年5月1日平舞铁路建成通车至铁山站，厂区段铁路线路还在施工。
舞钢（寺坡）-柏楼之间的红皮客运列车开通于上世纪90年代末期，共有5节车厢，并外挂一节可以装少量货物的车厢。每天开两个来回，票价10元，空调车厢12元，单程行驶100分钟。高峰时期年最高运营能力可以达到50万人次，运营收入达到200万元。2017年8月22日，平舞铁路停办客运。